# Lupe Lamora
Lupe Lamora is een personage uit de James Bondfilm Licence to Kill (1989) dat werd vertolkt door de Amerikaanse actrice Talisa Soto.
Lupe Lamora is de vriendin van de drugsbaron Franz Sanchez, maar op een dag betrapt Sanchez haar naakt in bed met een andere man. Sanchez laat de man door zijn handlangers vermoorden terwijl Lupe op haar rug door Sanchez geslagen wordt met een zweep. Hij ontvoert haar en neemt haar mee naar een auto waar de rest van zijn handlangers in zitten. Ze komt uiteindelijk in een gevecht terecht waar ze James Bond tegenkomt die met zijn vriend Felix Leiter in gevecht is. Uiteindelijk dankzij Bond slaagt Leiter erin Sanchez op te pakken en hem over te leveren naar de politie in Key West, maar hij weet hieruit met de hulp van zijn handlangers te ontsnappen.
Lupe verblijft intussen op het schip de WaveKrest van de bedrijfspartner en medewerker van Sanchez genaamd Milton Krest. Als Bond op een onderzoek uit is op het schip treft hij Lupe naakt in haar bed op het schip aan, Bond ontdekt een grote wond op haar rug die Sanchez veroorzaakt had met zijn zweep. Lupe helpt Bond door aan Krest te vertellen dat Bond niet in haar kamer was. Bond ontdekt door het raam van de kamer dat zijn vriend Sharkey vermoord is. Het lukt hem uiteindelijk van het schip te ontsnappen.
Bond vertrekt uiteindelijk naar de Landengte van Tehuantepec waar hij Sanchez en Lupe in een casino tegenkomt. Maar later wordt hij weer wakker in Sanchez' thuisbasis, Lupe helpt Bond hier uiteindelijk uit te ontsnappen. Later keert Bond echter terug om te doen alsof hij nooit weg geweest is. Als Lupe hem dan in zijn kamer aantreft, gaan ze met elkaar naar bed. Later vertelt Lupe aan de CIA-agent Pam Bouvier en Q dat Bond nog bij Sanchez is. Hierbij vertelt ze dat ze verliefd op hem is.
Op het einde beleven ze een romantische tijd, maar als Pam hun ziet zoenen loopt ze weg. Bond kiest uiteindelijk voor Pam en springt een zwembad in. Uiteindelijk gaat Lupe er met een andere man vandoor.